# American III: Solitary Man
American III: Solitary Man — 85-й студийный альбом кантри-исполнителя Джонни Кэша, изданный в 2000 году. Третий альбом серии American Recordings, получившей своё название от одноимённого лейбла звукозаписи. За American III: Solitary Man музыкант получил Грэмми в номинации «лучшее мужское кантри исполнение». Также альбом занял 62 место в списке «100 лучших альбомов 2000-х» по версии журнала Rolling Stone.

## Об альбоме
В период между Unchained и American III: Solitary Man здоровье Джонни Кэша ухудшилось из-за множества заболеваний, в частности, пневмонии. Этим альбомом музыкант дал ответ своим болезням, исполнив такие песни как «I Won’t Back Down» («Я не отступлю») Тома Петти и «One» («Одна») группы U2. Другими удачными песнями на American III стали «The Mercy Seat» («Трон милосердия») Ника Кейва и, собственно, «Solitary Man» («Одинокий человек») Нила Даймонда, за исполнение которой Джонни получил «Грэмми». Несмотря на посредственные отзывы от таких изданий, как LA Weekly и Rolling Stone, American III имеет рейтинг 80 из 100 на сайте Metacritic, что указывает на «всеобщее признание».

## Список композиций
| #   | Название                                              | Продолжительность | Автор(ы)                              | Изначально записана                                              |
| --- | ----------------------------------------------------- | ----------------- | ------------------------------------- | ---------------------------------------------------------------- |
| 1.  | I Won’t Back Down                                     | 2:09              | Том Петти, Джефф Линн                 | Томом Петти в альбоме Full Moon Fever (1989)                     |
| 2.  | Solitary Man                                          | 2:25              | Нил Даймонд                           | Даймондом на одноимённом сингле (1966)                           |
| 3.  | That Lucky Old Sun (Just Rolls Around Heaven All Day) | 2:35              | Хэвен Гиллеспи, Бисли Смит            | Фрэнки Лэйном (1949)                                             |
| 4.  | One                                                   | 3:53              | Боно, Адам Клейтон, Эдж, Ларри Маллен | Группой U2 в альбоме Achtung Baby (1991)                         |
| 5.  | Nobody                                                | 3:14              | Берт Уильямс                          | Бертом Уильямсом (1906)                                          |
| 6.  | I See a Darkness                                      | 3:42              | Уилл Олдхэм                           | Олдхэмом в альбоме I See a Darkness (1999)                       |
| 7.  | The Mercy Seat                                        | 4:35              | Ник Кейв, Мик Харви                   | Группой Nick Cave and the Bad Seeds в альбоме Tender Prey (1988) |
| 8.  | Would You Lay with Me (In a Field of Stone)           | 2:41              | Дэвид Аллан Коу                       | Таней Такер в одноимённом альбоме (1974)                         |
| 9.  | Field of Diamonds                                     | 3:15              | Джонни Кэш, Джек Рут                  | Кэшем и Вэйлоном Дженнингсом в альбоме Heroes (1986)             |
| 10. | Before My Time                                        | 2:55              | Джонни Кэш                            |                                                                  |
| 11. | Country Trash                                         | 1:47              | Джонни Кэш                            | Кэшем в альбоме Any Old Wind That Blows (1973)                   |
| 12. | Mary of the Wild Moor                                 | 2:32              | Дэннис Тёрнер                         | Дуэтом The Louvin Brothers в альбоме Tragic Songs of Life (1956) |
| 13. | I’m Leavin’ Now                                       | 3:07              | Джонни Кэш                            | Кэшем в альбоме Rainbow (1985)                                   |
| 14. | Wayfaring Stranger                                    | 3:19              | Народная                              | Множеством различных музыкантов                                  |